# Voskhod (Calmúquia)
|  | Per a altres significats, vegeu «Voskhod». |

Voskhod (en rus: Восход) és un poble (un possiólok) de Calmúquia, a Rússia, segons el cens del 2010 tenia 870 habitants. Pertany al districte municipal d'Oktiabrski.